# Aoi Watanabe
Aoi Watanabe (* 16. September 1999 in Tokio) ist eine japanische Shorttrackerin.

## Werdegang
Watanabe trat international erstmals bei den Juniorenweltmeisterschaften 2016 in Sofia in Erscheinung und errang dabei den zehnten Platz im Mehrkampf und den sechsten Platz mit der Staffel. Ihr Debüt im Shorttrack-Weltcup hatte sie Februar 2016 in Dresden und belegte dabei den 25. Platz über 500 m und den 23. Rang über 1500 m. Im folgenden Jahr holte sie bei den Juniorenweltmeisterschaften in Innsbruck und bei den Weltmeisterschaften in Rotterdam jeweils die Bronzemedaille mit der Staffel. Bei den Juniorenweltmeisterschaften 2018 in Tomaszów Mazowiecki gewann sie die Silbermedaille mit der Staffel. In der Saison 2018/19 errang sie bei den Juniorenweltmeisterschaften 2019 in Montreal den neunten Platz mit der Staffel und bei den Weltmeisterschaften 2019 in Sofia den fünften Platz mit der Staffel. Bei den Vier-Kontinente-Meisterschaften 2020 in Montreal lief sie auf den 12. Platz im Mehrkampf und auf den fünften Rang mit der Staffel.

## Persönliche Bestzeiten
- 500 m      43,971 s (aufgestellt am 11. Januar 2020 in Montreal)
- 1000 m    1:29,609 min (aufgestellt am 6. November 2016 in Calgary)
- 1500 m    2:20,150 min (aufgestellt am 27. Januar 2017 in Innsbruck)